# Densità (politopo)

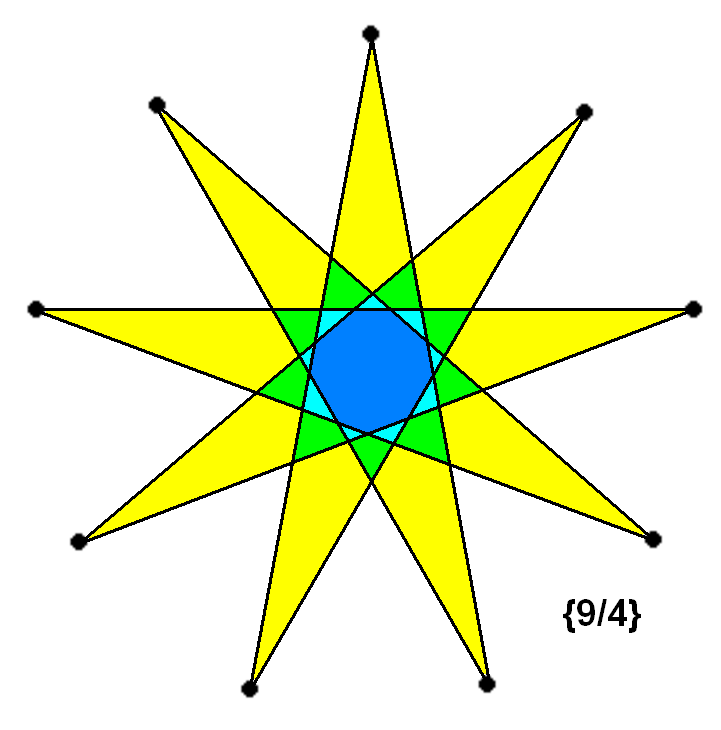
Il contorno di un enneagramma {9/4} si avvolge per 4 volte attorno al centro del poligono e la densità di quest'ultimo è quindi pari a 4.

In geometria, la densità di un poliedro stellato è una generalizzazione in un numero maggiore di dimensioni del concetto di indice di avvolgimento in due dimensioni, e rappresenta il numero di avvolgimenti del poliedro attorno al proprio centro di simmetria. Essa può essere determinata tracciando una semiretta che vada da tale centro all'infinito, che passi solo attraverso le facet del politopo (che nel caso di un poliedro, ossia di un politopo tridimensionale, sono le facce) e non attraverso altri elementi di dimensione inferiore, e contando quindi quante ne attraversa. Per i poliedri per i quali quest'ultima quantità non dipende dalla scelta della semiretta e per i quali il centro di simmetria non giace su alcuna faccia, la densità è data dunque dal conteggio delle facce intersecate dalla semiretta.
Lo stesso procedimento può essere svolto per qualunque poliedro convesso, anche privo di una qualunque simmetria, scegliendo come centro un punto al suo interno. Per tali poliedri la densità sarà sempre 1. Più in generale, per ogni poliedro non autointersecante, si può verificare che il valore della densità è pari a 1 attraverso un procedimento simile al precedente che consiste nello scegliere una semiretta che parte da un punto interno del poliedro e passa solo attraverso sue facce, e nell'aggiungere o sottrarre 1 ogni volta che la semiretta passa rispettivamente dall'interno all'esterno del poliedro o viceversa. Va notato che quest'ultimo procedimento non può in generale essere applicato ai poliedri stellati, poiché questi ultimi non hanno sempre un interno e un esterno ben definiti.
La densità può essere similarmente definita nel caso delle tassellazioni con facce sovrapposte, come il numero di tasselli sovrapposti per ogni dato punto.

## Poligoni
La densità di un poligono è il numero di volte in cui il bordo del poligono si avvolge attorno al suo centro. Per i poligoni convessi, e più in generale per i poligoni semplici, vale a dire non autointersecanti, come si evince dal teorema della curva di Jordan, la densità è 1.
La densità di un poligono composto è data dalla somma delle densità dei poligoni che lo compongono.

### Poligoni stellati regolari
Per un poligono stellato regolare, riportato in notazione di Schläfli come {p/q}, la densità è q. Ciò può essere visivamente determinato contando il minimo numero di lati attraversato da una semiretta che parte dal centro del poligono.

### Esempi

Un poligono a incrocio singolo come questo pentagono equilatero ha densità pari a 0.
Il pentagono regolare {5} ha densità pari a 1.
Il tetradecagono isotoxale, {(7/2)α}, ha densità pari a 2, così come la forma regolare {7/2}.
L'eptagramma {7/3} ha densità pari a 3.
L'esagramma isotoxale 2{(3/2)α} ha densità pari a 4.
Il dodecagramma isotoxale, {(6/5)α}, ha densità pari 5, così come la forma regolare {12/5}.

## Poliedri
Un poliedro e il suo duale hanno la stessa densità.

### Curvatura totale
Un poliedro può essere considerato come una superficie con una curvatura gaussiana concentrata ai vertici e definita da un difetto. La densità di un poliedro risulta quindi uguale alla curvatura totale divisa per 4π.
A esempio, un cubo ha 8 vertici, su ognuno dei quali incidono 3 quadrati, lasciando un angolo di difetto, per ogni vertice, pari a π/2. Poiché 8×π/2=4π, ricordando quanto sopra detto si evince che la densità del cubo è pari a 1.

### Poliedri semplici
La densità di un poliedro avente per facce e per figure ai vertici dei poligoni semplici, ossia che non si intersecano e privi di lacune, è pari a metà della caratteristica di Eulero del poligono. Se il suo genere è pari a g, allora la sua densità è pari a 1-g.
χ = V − E + F = 2D = 2(1-g).

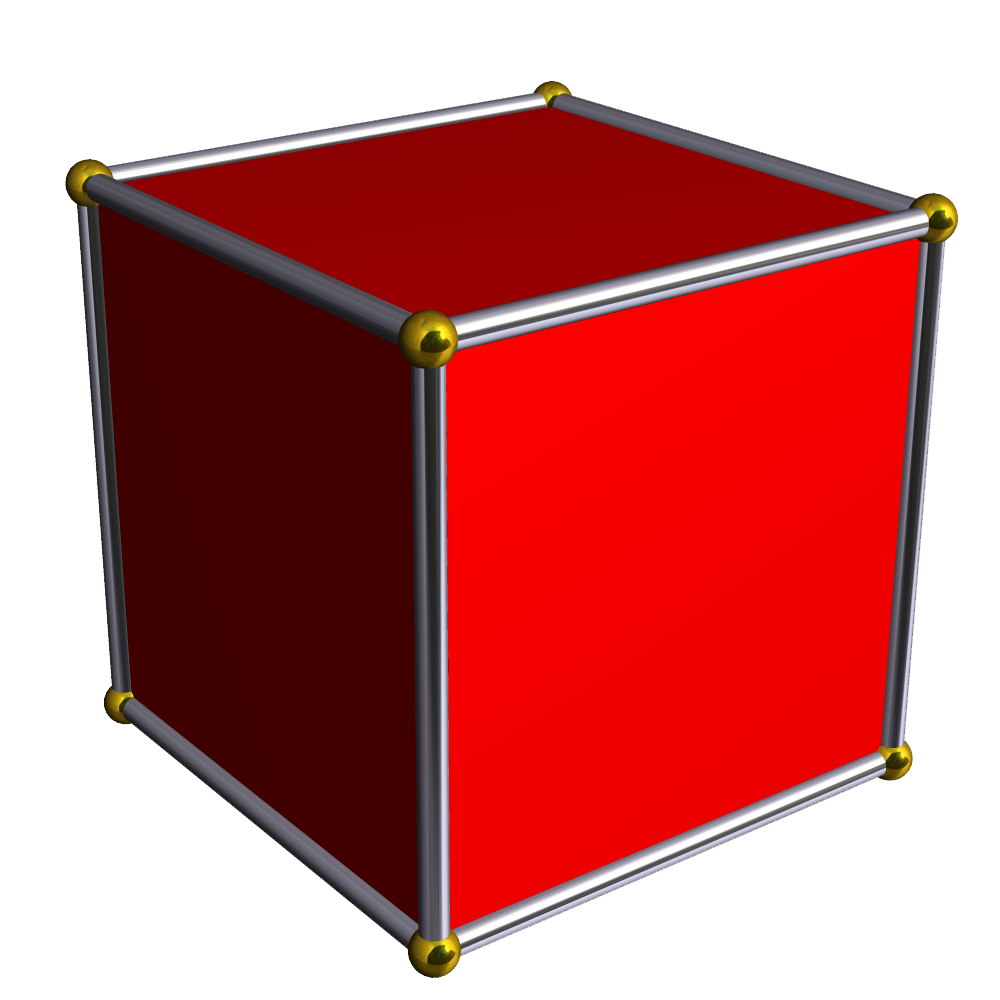
La densità di un poliedro regolare, e quindi topologicamente equivalente alla sfera, è 1, come accade per il cubo: vertici=8, spigoli=12, facce=6.
La densità di un poliedro toroidale di genere 1 è 0, come nel caso della forma esagonale qui rappresentata: vertici=24, spigoli=48, facce=24.
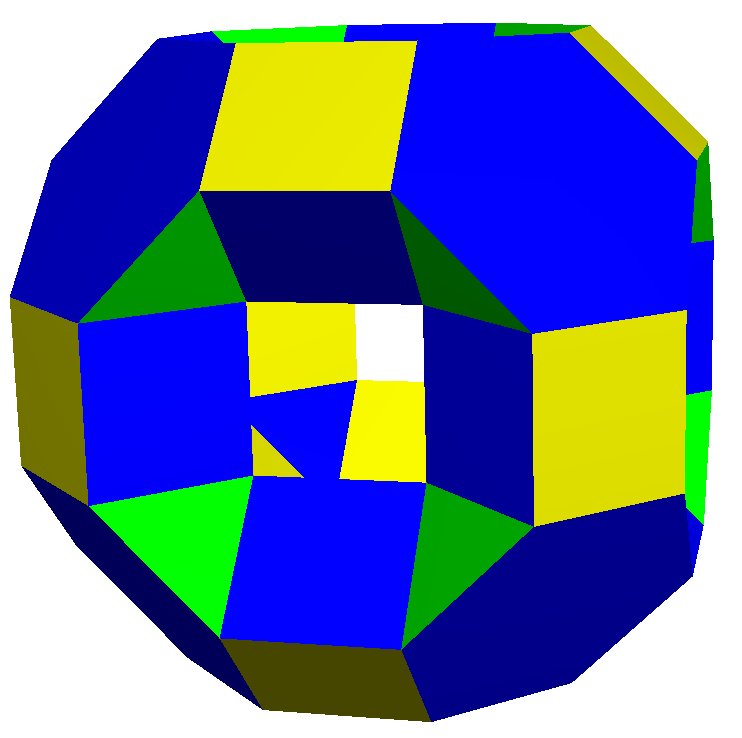
La densità di un poliedro toroidale di genere 5 è -4, come in questo toroide di Stewart: vertici=72, spigoli=168, facce=88.

### Poliedri stellati regolari
Arthur Cayley ha utilizzato la densità per modificare la formula di Eulero per i poliedri (Vertici − Spigoli + Facce = 2) in modo che essa funzioni anche per i poliedri stellati regolari, detti anche solidi di Keplero-Poinsot, dove dv è la densità della figura al vertice, df è quella di una faccia e D è quella del poliedro per intero:
{\displaystyle d_{v}v-e+d_{f}f=2D}
Ad esempio, il grande icosaedro, {3, 5/2}, ha 20 facce triangolari (df = 1), 30 spigoli e 12 figure di vertice a forma di pentagramma, il che dà:
2·12 − 30 + 1·20 = 14 = 2D.
Com'è noto i poliedri stellati regolari costituiscono due coppie di poliedri duali, con ogni poliedro che ha la stessa densità del proprio duale: una coppia, quella formata dal grande dodecaedro e dal piccolo dodecaedro stellato, ha densità pari a 3, mentre l'altra, formata dal grande dodecaedro stellato e dal grande icosaedro, ha densità pari a 7.
| |  |
| Il grande icosaedro, {3,5/2}, ha una densità pari a 7, come dimostrato dalla sezione in trasparenza riportata a destra. |  |

### Poliedri stellati generici
Edmund Hess ha generalizzato la formula sopra illustrata per includere i poliedri stellati aventi facce di forma diversa. Il valore della densità risultante corrisponde al numero di volte che il poliedro sferico associato ricopre la sfera.
{\displaystyle \sum _{i}d_{vi}v_{i}-e+\sum _{i}d_{fi}f_{i}=2D}
Ciò ha permesso a Coxeter di determinare la densità della maggior parte dei poliedri uniformi, aventi un solo tipo di vertice ma più tipi di facce.

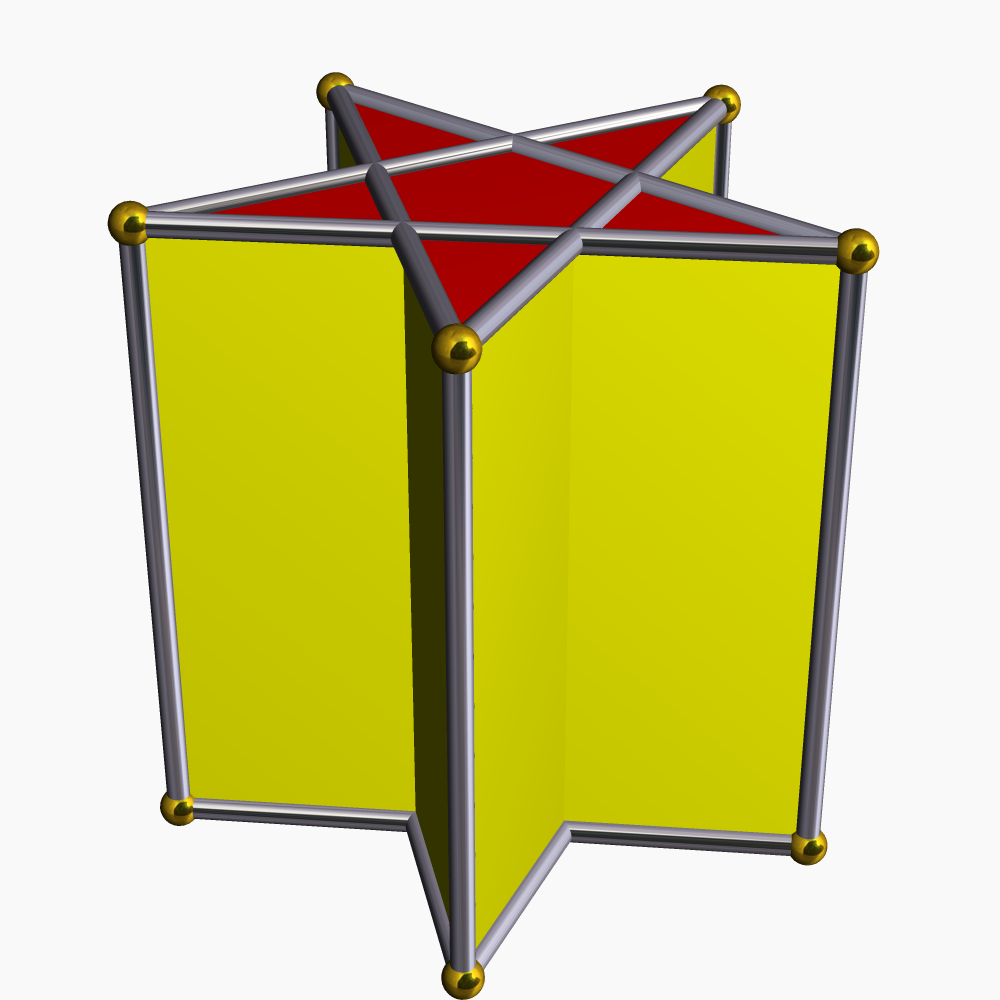
La densità di un prisma pentagrammico, {5/2}×{} è 2. vertici=10, spigoli=15, f1=5 {4}, f2=2 {5/2}, df1=1, df2=2.

### Poliedri non orientabili
Nel caso degli emipoliedri, in cui alcune delle facce passano per centro del poliedro, la densità non può essere definita. Allo stessa modo i poliedri non-orientabili hanno densità non definita.

## 4-politopi regolari

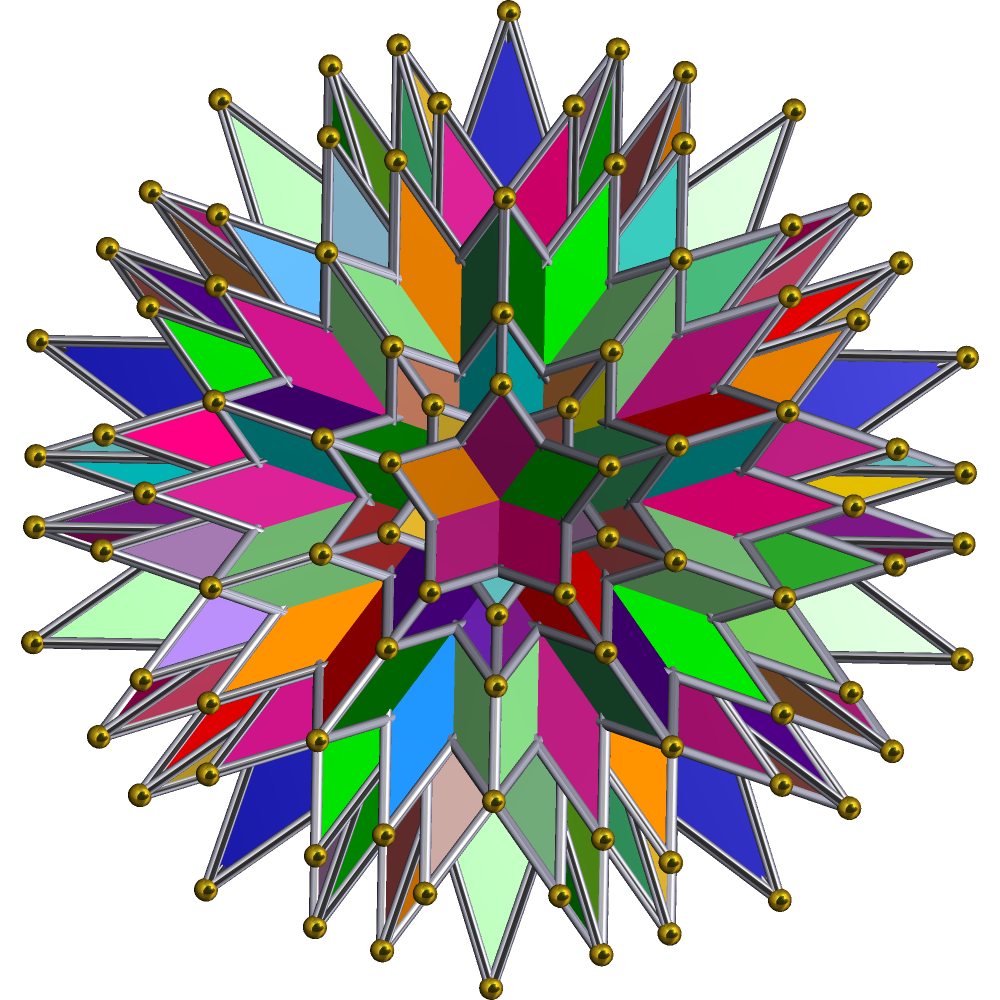
Il grande 120-celle gran stellato, un policoro regolare stellato di cui è qui riportata una proiezione ortogonale, ha densità pari a 191.

Esistono 10 policori (o 4-politopi) regolari stellati, chiamati 4-politopi di Schläfli-Hess, aventi densità di 4, 6, 20, 66, 76 e 191. Essi formano coppie di policori duali, tranne nel caso dei policori autoduali aventi densità 6 e 66.